# Disc de gramofon

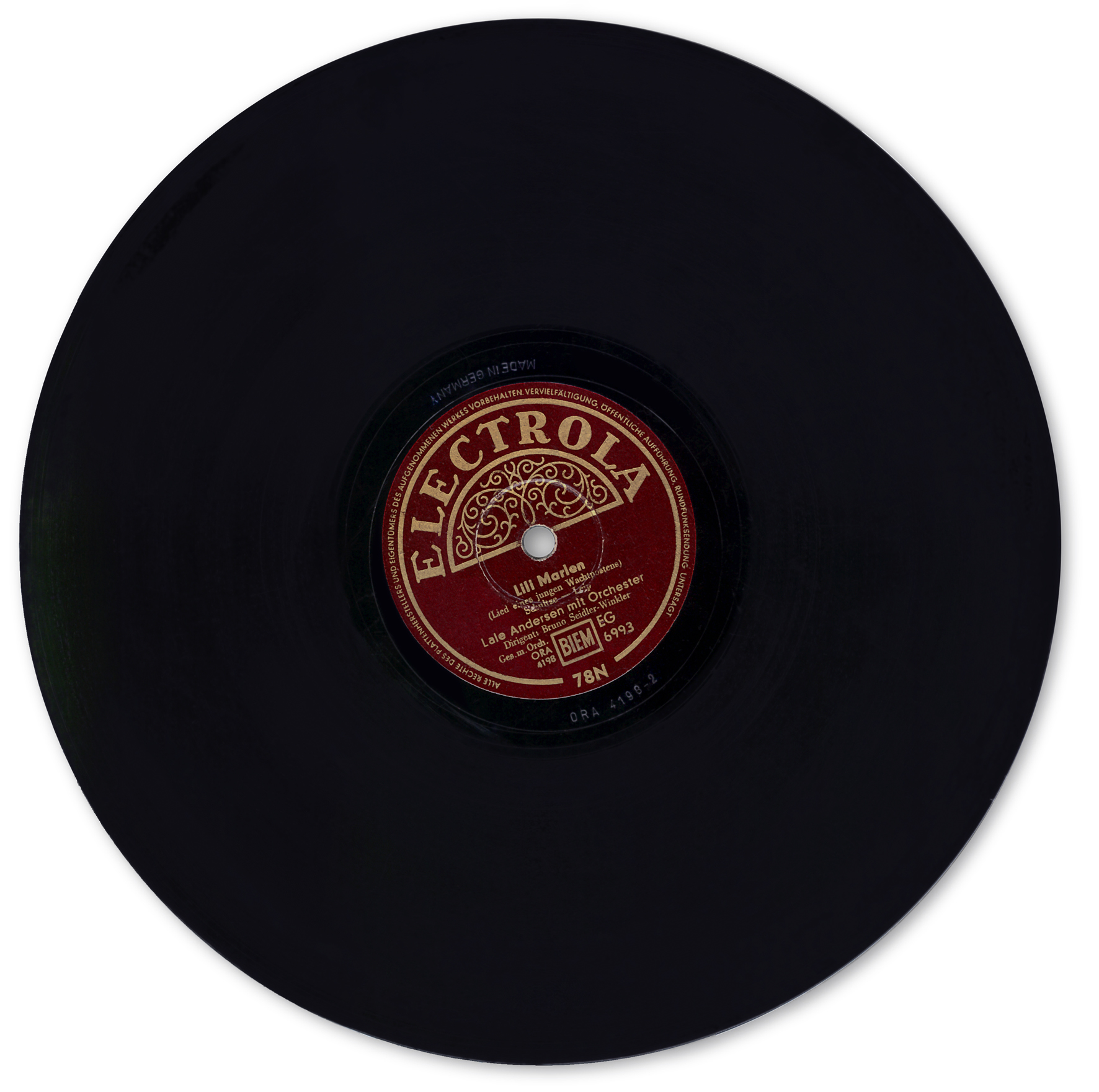
Un disc de gramofon german 78rpm.

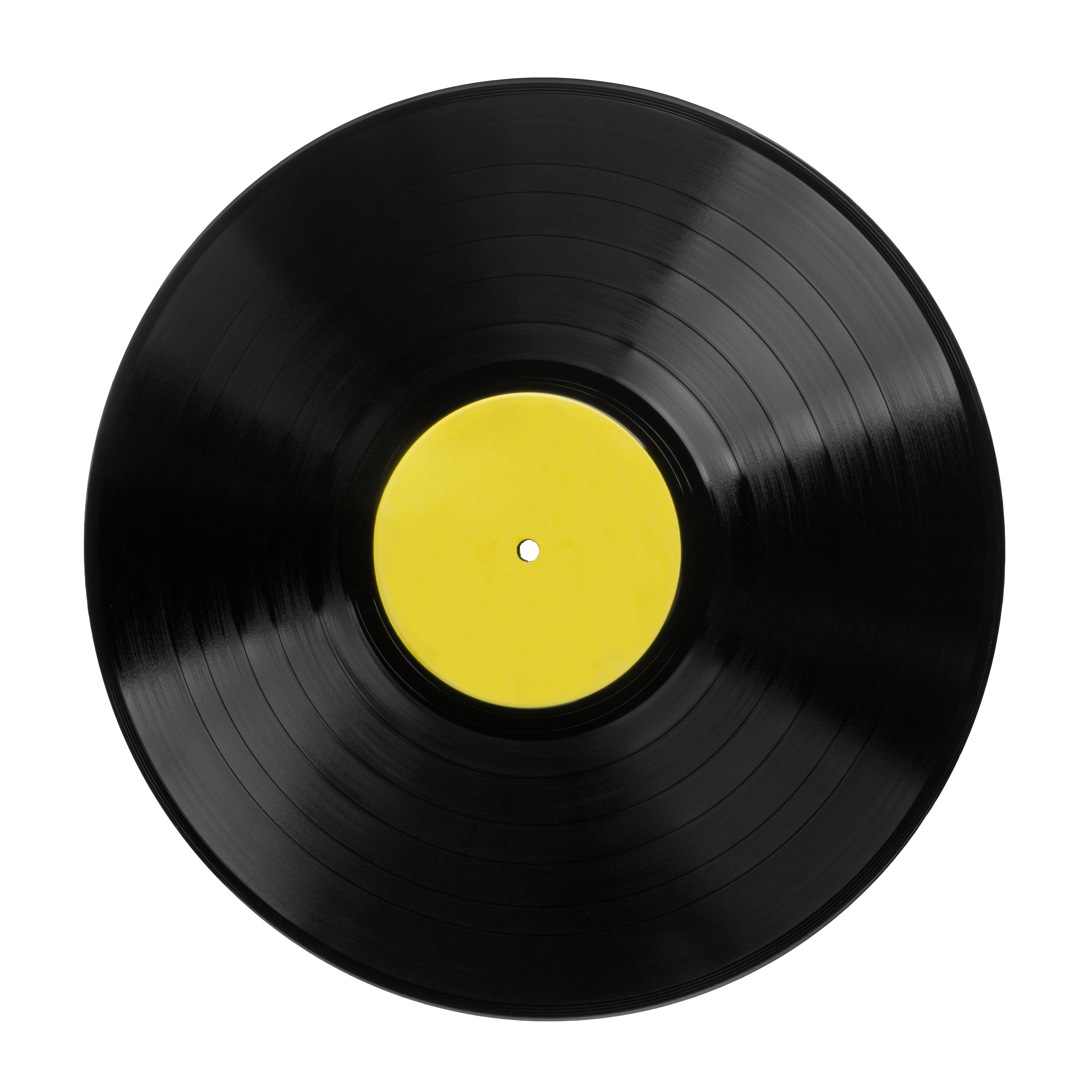
O înregistrare tipică de 12 inchi Lp.

Un disc de gramofon (numit și disc de patefon sau vinil) este un mediu de stocare a sunetului în formă de disc. Pe el se poate stoca muzica sau alte sunete înregistrate. Era foarte popular prin secolul al XX-lea. Sunetele discurilor de gramofon sunt redate printr-un gramofon.

## Legături externe
- Dedicated museum for sound history: Musée des ondes Emile Berliner, Montreal, Canada
- Smart Vinyl: The First Computerized
- Semi-automatic metadata extraction from shellac and vinyl disc
- Vinyl Player 2.0